# Liste der Flüsse in Äthiopien

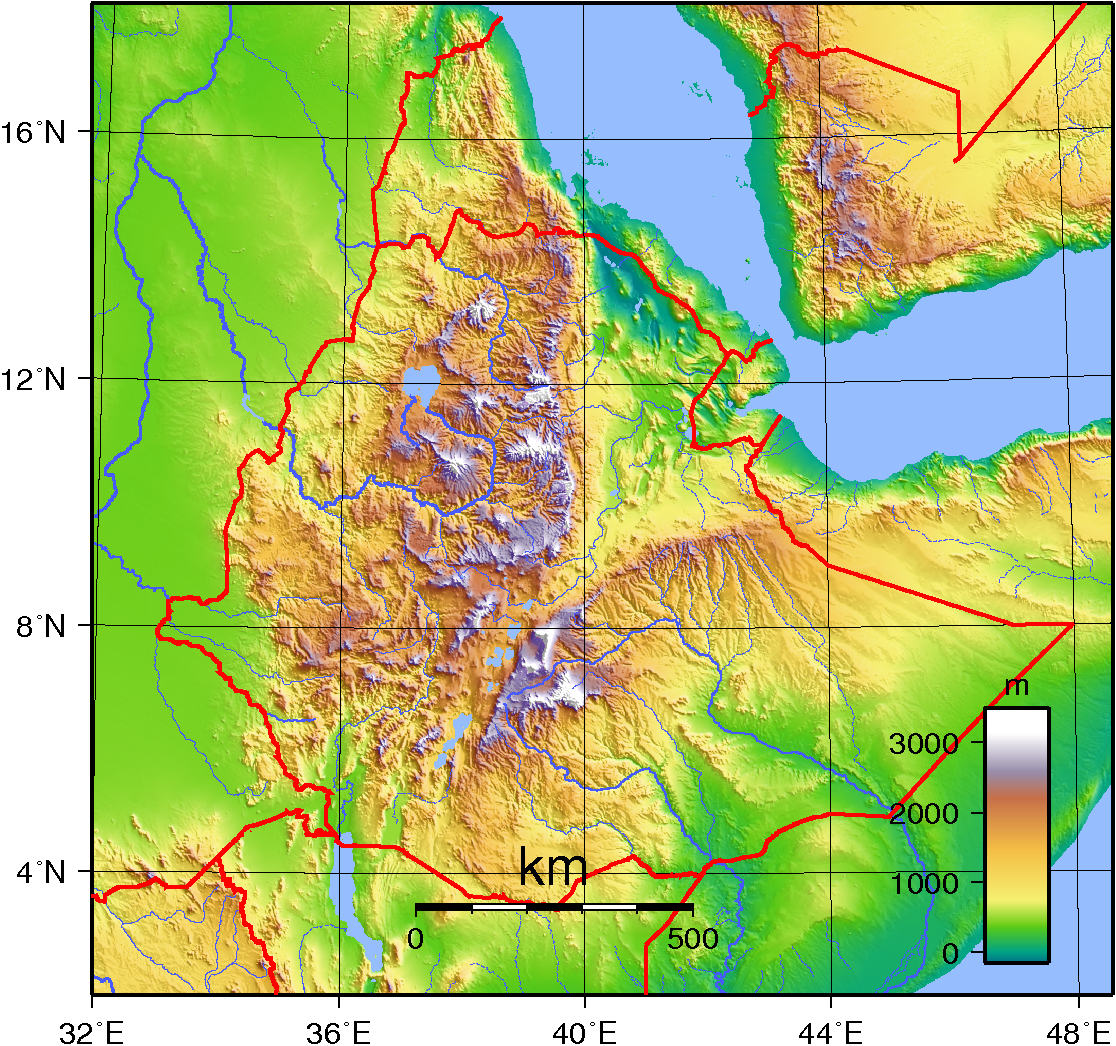
Äthiopien topografisch mit den wichtigsten Flüssen

Dies ist eine Liste der Flüsse in Äthiopien. Bezogen auf die Flächenverteilung lässt sich Äthiopien grob in drei vergleichbar große Gebiete aufteilen. Das Land ist hydrologisch vom Nil dominiert. Der vom Tanasee rührende Blaue Nil spendet 80 % des Wassers des Nil an der Mündung. Die Quellflüsse des Sobat, der in den Weißen Nil mündet, stellen einen weiteren großen Zustrom des Nils dar (etwa 10 %). Äthiopien Ist zwar nicht die Quelle des Nils, aber der Ursprung des größten Teils des Wassers das schließlich durch ihn ins Mittelmeer fließt.
Darüber hinaus entspringen die dem Grabenbruch folgenden endorhëischen Flüsse Awash und Omo in dem ostafrikanischen Staat. Und schließlich die Quellflüsse des Juba, die auf der anderen Seite des Grabenbruchs Richtung Indischer Ozean entwässern.

## Nil (Mittelmeer)

### Sobat(über Weißer Nil)

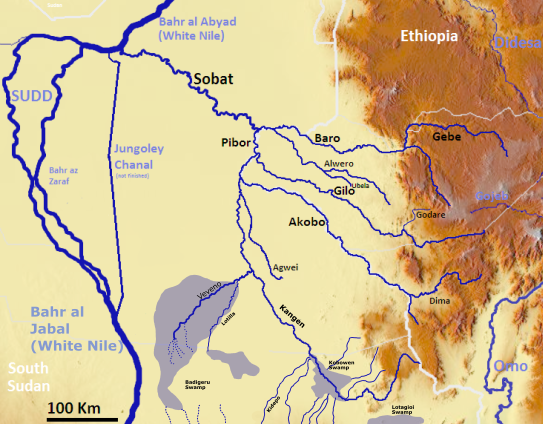
Das Einzugsgebiet des Sobat

- Baro
  - Birbir
    - Sor

  - Gebe
  - Jikaw
- Pibor
  - Akobo
  - Gilo

- Khor Daga

### Atbara(Schwarzer Nil)

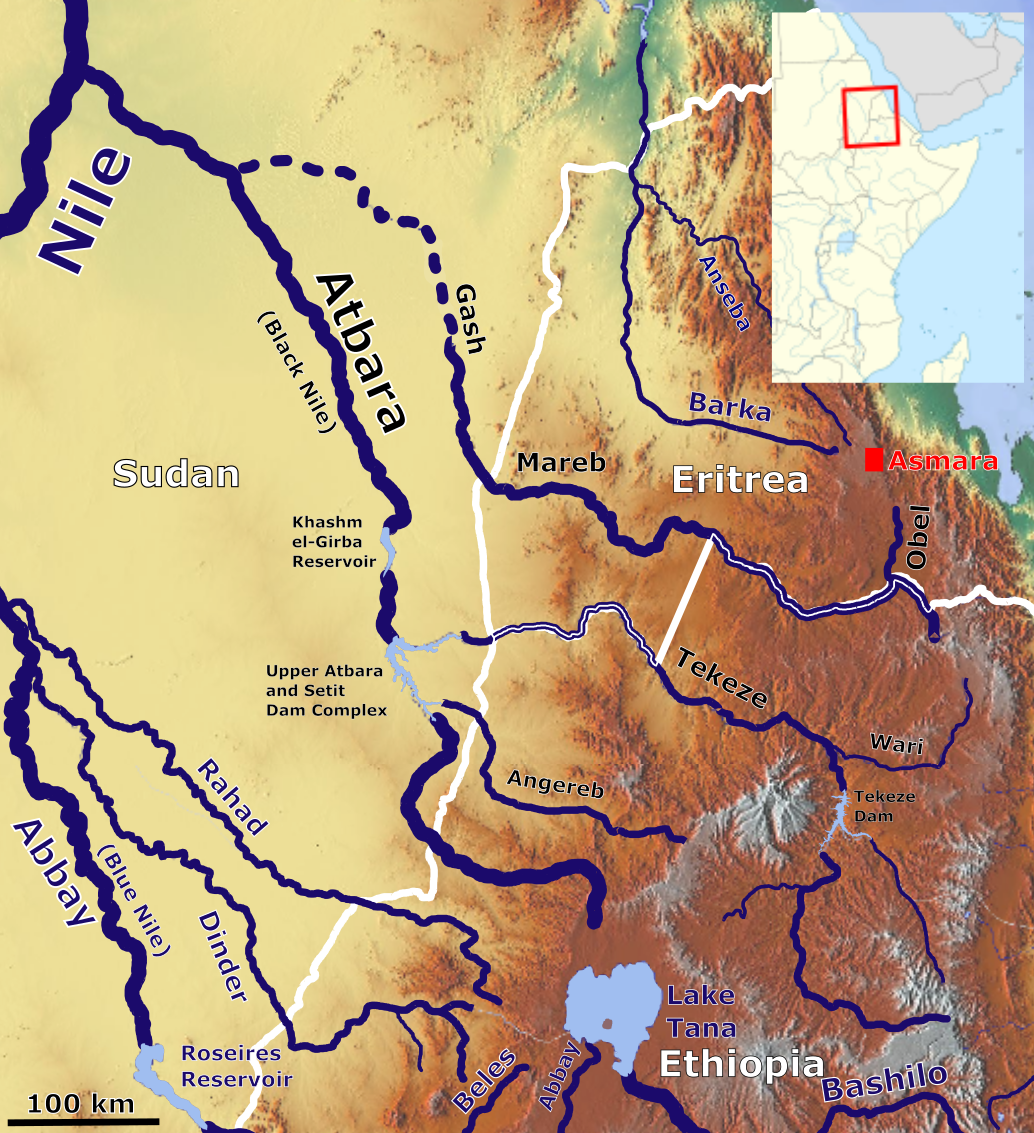
Das Einzugsgebiet des Atbara

- Mareb (Mereb, Gash)
  - Sarana
  - Balasa
  - 'Engweya
  - Obel
- Tekezé
  - Nili
  - Menna
  - Balasa
  - Balagas
  - Saha
  - Bembea
  - Ataba
  - Zarema
  - Kwalema
  - Tahali
  - Meri
  - Sellare
  - Sullo
  - Arecua
  - Gheoa
  - Wari
  - Firafira
  - Tocoro
  - Gumalo
- Angereb

### Blauer Nil(Abbay)

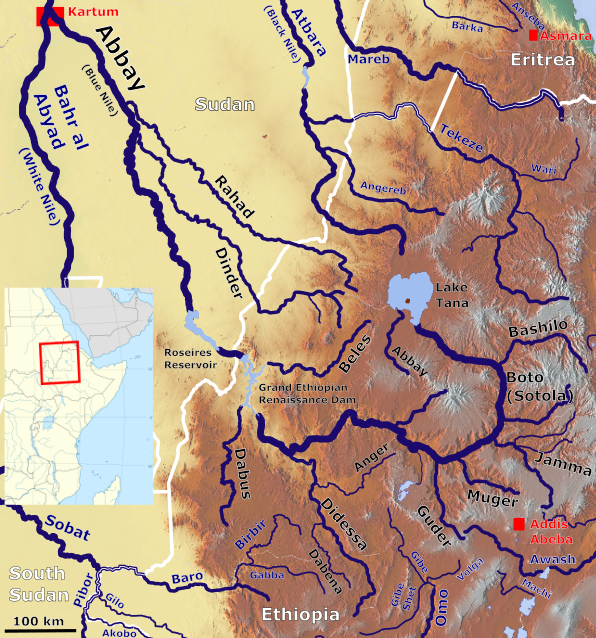
Das Einzugsgebiet des Blauen Nil

- Didessa
  - Wam
  - Enareya
  - Aet
  - Angar
  - Dabena
- Fincha
- Belese
- Beshlo (Bashilo)
- Jamma (Jema Shet')
  - Wenchit Shet' (Wanchet)
  - Derame Shet'
- Muger
- Guder
- Dabus
- Rahad
- Dinder

## Juba(Indischer Ozean)

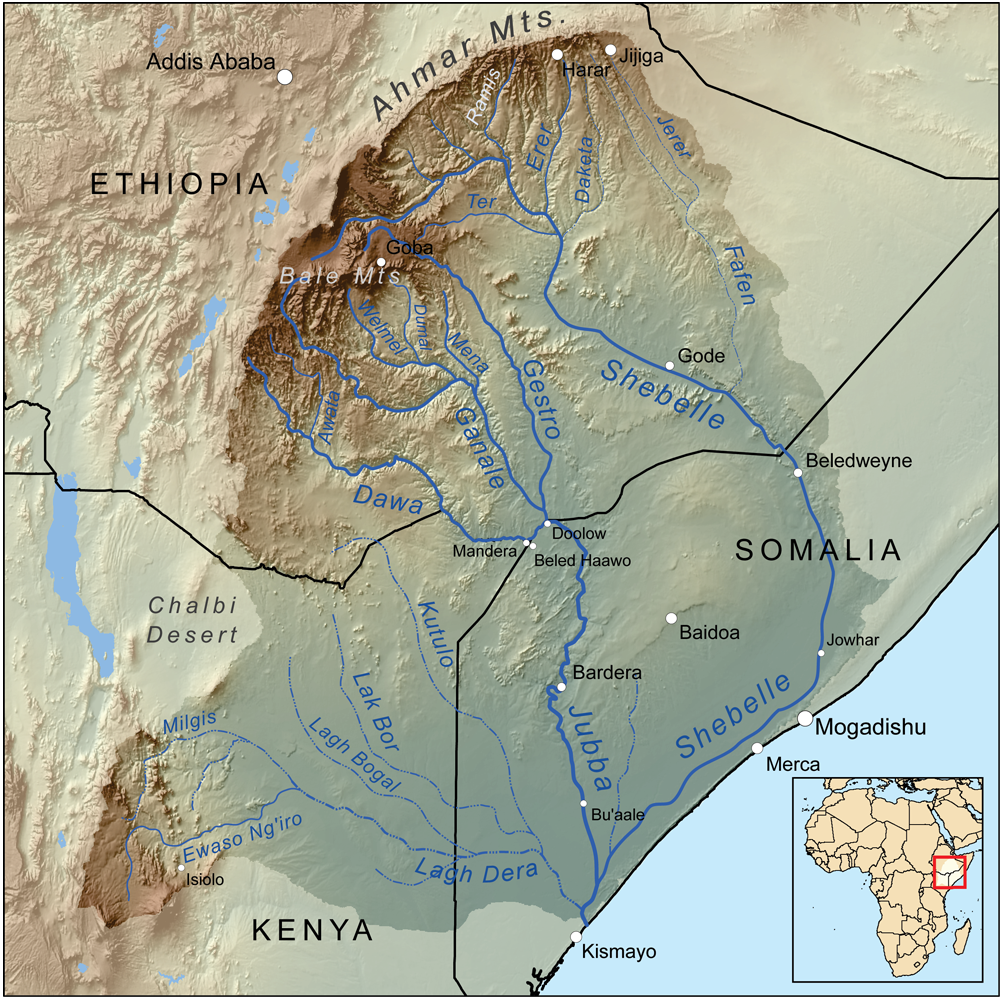
Das Einzugsgebiet des Juba

- Shabelle
  - Ramís Shet'
    - Galeti

  - Erer
    - Gobeli
    - Majo

  - T'er Shet'
  - Daketa
  - Fafen
    - Jerer
- Dawa
  - Awata
- Ganale (Genale, Ganale Doria)
  - Ganale Dida
  - Welmel
  - Webi Mena
  - Webi Gestro (Weyib)
    - Albabo
    - Dalacha
    - Danka
    - Dimbeeba
    - Garano
    - Gaysay
    - Kabasha
    - Kaficho
    - Keyrensa
    - Lolla
    - Micha
    - Shaya
    - Shaya Gugesa
    - Tayanta
    - Togona
    - Toroshama
    - Walla
    - Wasama
    - Zetegn Melka.
- Uaso Nyiro (Lagh Dera)
  - Lhag Bogal
  - Kutulo
    - Lak Bor

## EndorheischeBecken

### Danakil-Senke

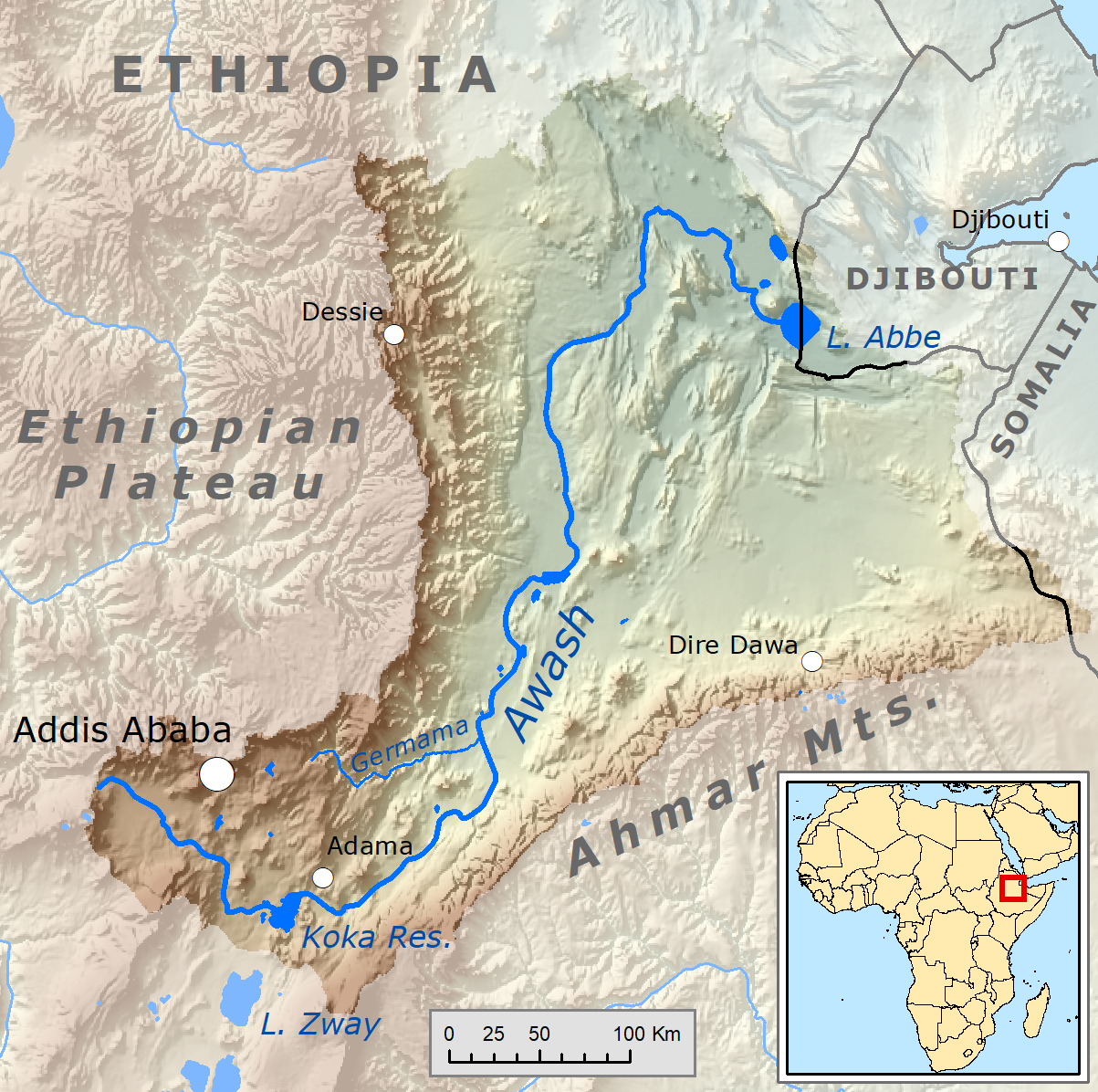
Das Einzugsgebiet des Awash

- Awash
  - Germama
  - Logiya
  - Milé
    - Ala
    - Golima

  - Borkana
  - Ataye
  - Hawadi
  - Kabenna
  - Durkham
  - Keleta
  - Mojo
  - Akaki
- Ayisha (Ayesha)
- Dechatu
- Merekes Shet'

### Turkana-See

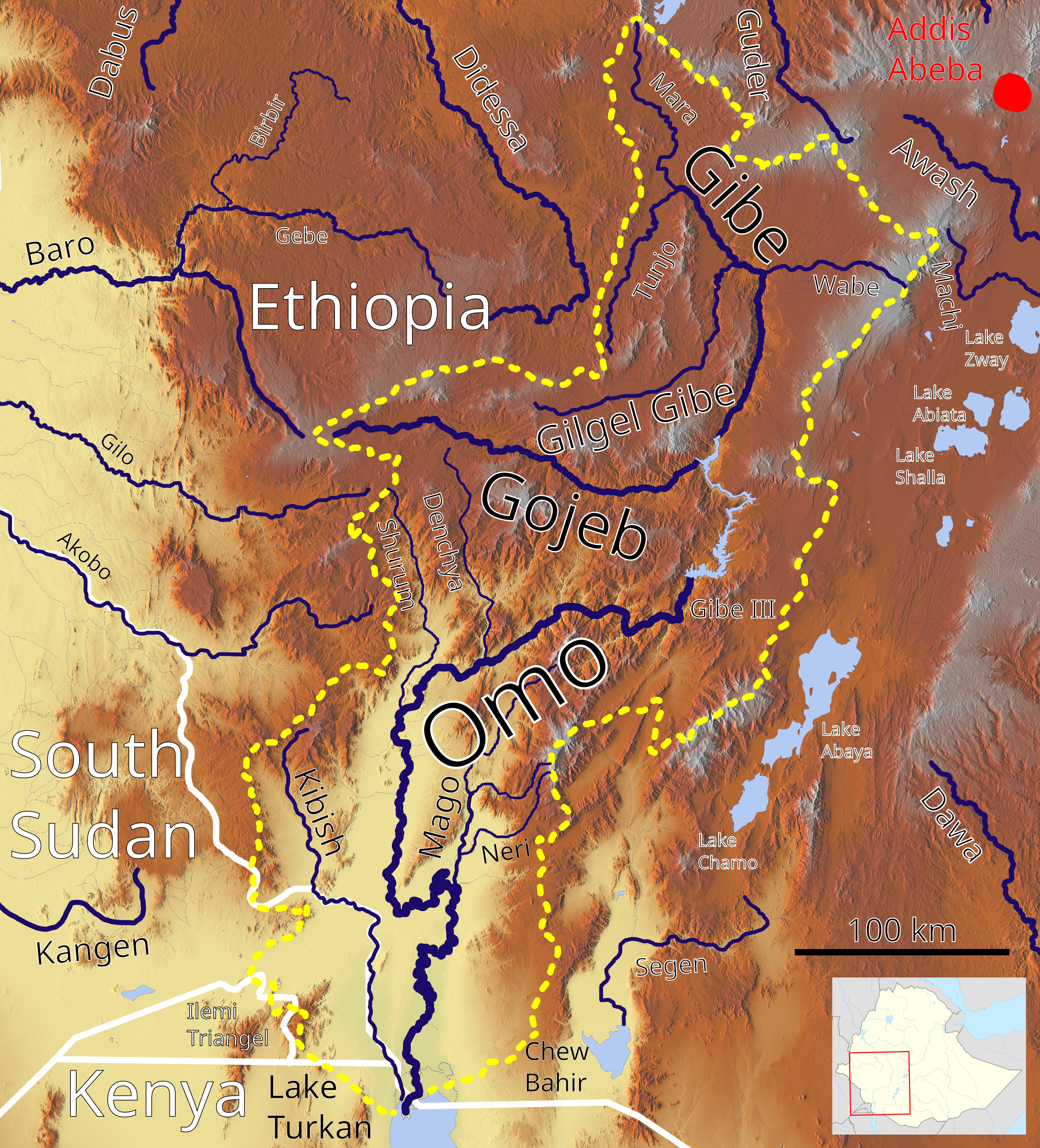
Das Einzugsgebiet des Omo

- Omo
  - Gojeb
  - Gibe
  - Gibe Shet
  - Usno
    - Mago
    - Neri

  - Mui
  - Mantsa
  - Zigina
  - Denchya
    - Gilgel Gibe
    - Maze

  - Wabe

## Einzugsgebietaufteilung des Landes
| Einzugsgebiet    | Fläche in Äthiopien [km²] | Fläche Äthiopiens [%] | Abfluss in Äthiopien [km³/a] | Abfluss Äthiopiens [%] |
| ---------------- | ------------------------- | --------------------- | ---------------------------- | ---------------------- |
| Mareb            | 5.900                     | 0,52                  | 0,72                         | 0,21                   |
| Tekeze           | 90.000                    | 7,90                  | 8,20                         | 6,24                   |
| Abbay            | 199.812                   | 17,56                 | 54,40                        | 43,05                  |
| Baro-Akoba       | 74.103                    | 6,51                  | 23,23                        | 19,31                  |
| Nil              | 369.815                   | 32,5                  | 86,6                         | 68,8                   |
| Danakil          | 74.001                    | 6,50                  | 0,86                         | 0,70                   |
| Awash            | 112.700                   | 9,90                  | 4,90                         | 3,76                   |
| Grabenbruch Seen | 52.740                    | 4,63                  | 5,64                         | 4,62                   |
| Omo-Ghibe        | 78.200                    | 6,87                  | 16,60                        | 14,70                  |
| Ogaden Becken    | 77.100                    | 6,77                  | 0                            | 0                      |
| Aisha            | 2.200                     | 0,19                  | 0                            | 0                      |
| Endorheisch      | 396.941                   | 34,90                 | 28,00                        | 23,80                  |
| Wabi-Shebele     | 200.214                   | 17,59                 | 3,16                         | 2,59                   |
| Genele-Dawa      | 171.050                   | 15,03                 | 6,10                         | 4,81                   |
| Juba             | 371.264                   | 32,60                 | 9,30                         | 7,40                   |
| Total            | 1.138.020                 | 100                   | 123,81                       | 100                    |